# Тагальский язык
Тага́льский (тагалогский) язык (самоназвание: Tagalog [təˈga:log], байбайин ᜆᜄᜎᜓᜄ᜔) — один из основных языков Республики Филиппины. Относится к крупнейшим филиппинским языкам по числу носителей. Принадлежит к филиппинской зоне австронезийской семьи языков. Первым доступным в Европе документом о тагальском языке являются записи итальянца Антонио Пигафетты.
Тагальский язык, равно как и его стандартизированный вариант «филипино» (пилипино) — это государственный язык Республики Филиппины. Он является ведущим языком государственных средств массовой информации на Филиппинах. Это также главный язык преподавания в общеобразовательной системе страны. Статус языка официальных документов он в настоящее время делит с английским языком, а до 1987 года делил также и с испанским языком. Тагальский является языком широкого общения, или лингва-франка, на всём Филиппинском архипелаге, а также в филиппинских общинах за рубежом. Однако, хотя в указанных областях тагальский язык играет ведущую роль, в сферах государственного управления и бизнеса предпочтение отдаётся английскому языку, даже при ограниченном владении им.
На тагальском языке (филипино) имеется обширная литература. Среди современных писателей, пишущих на филипино, широким признанием пользуется Майкл Короса.
Как и другие австронезийские языки, типологически тагальский относится к агглютинативным языкам.

## Распространение
На тагальском языке говорят в центральной части острова Лусон; на восточном берегу этого острова, включая ряд районов провинции Исабела; на юге и юго-востоке Лусона, где он достигает провинций Камаринес-Сур и Камаринес-Норте.
За пределами Филиппин распространён в США.

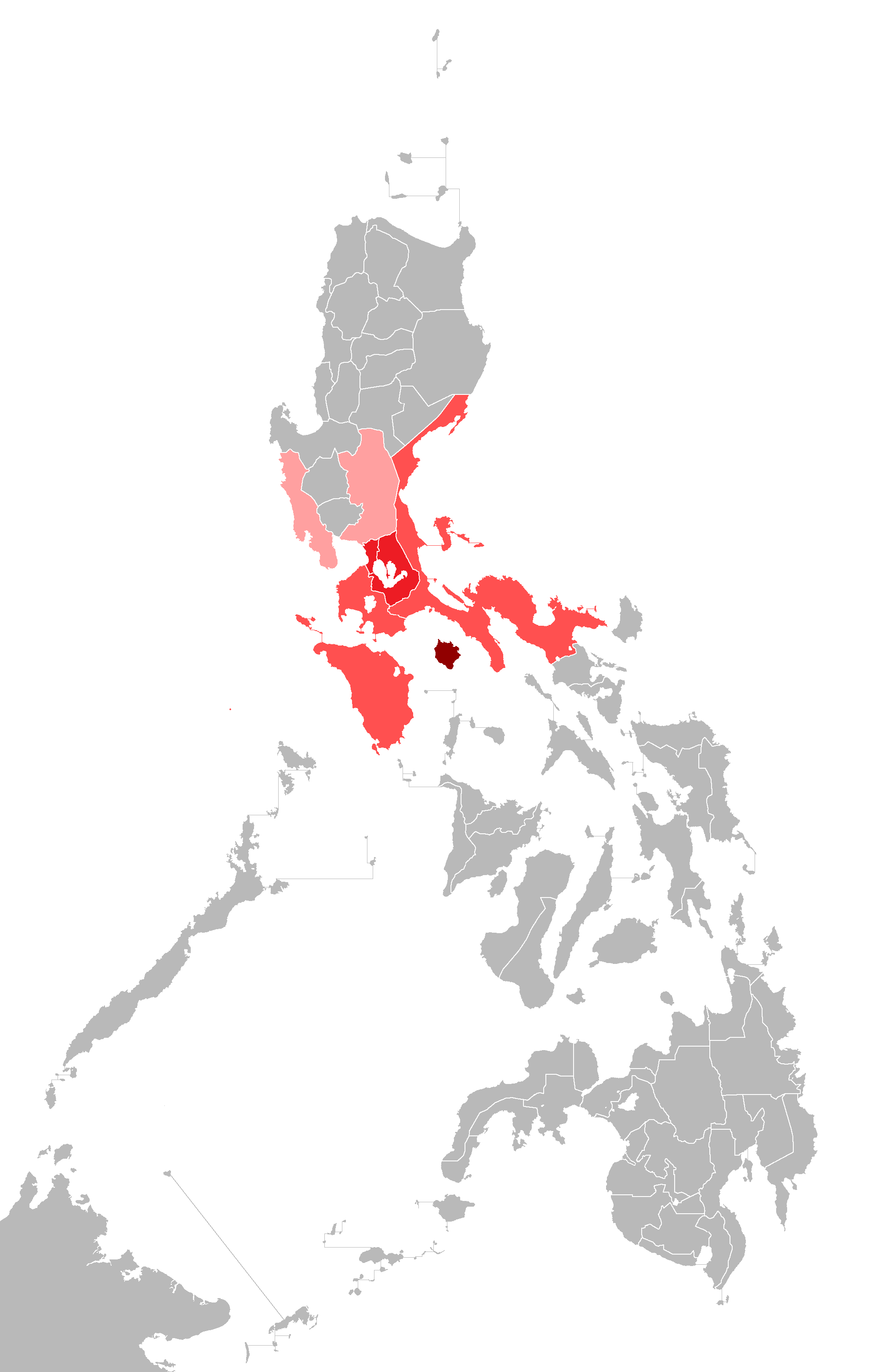
Распространение тагальского языка на Филиппинах

## Диалекты
В настоящее время диалектология, как наука, сложилась не во всех тагалоговорящих районах, хотя уже есть и словари, и описания грамматики языка, написанные на диалектах тагальского языка. Упоминаются такие диалекты, как любанг, манильский, мариндукский, батаанский, батангасский, булаканский, танай-паете и тайабасский в качестве разновидностей тагальского языка. Однако вышеперечисленные наречия входят в состав четырёх основных диалектов тагальского языка Филиппинского архипелага: северного, центрального, южного и мариндукского. Можно выделить целый ряд различий между этими диалектами, и вот некоторые из них:
1. Многие тагальские диалекты, в частности южные, сохраняют в произношении гортанную смычку после согласного звука и перед гласным. В стандартном тагальском языке эта черта утрачена. Например, такие слова, как «сегодня» — ngayon, «ночь» — gabi, «сладости» — matamis, произносятся и пишутся как ngay-on, gab-i, matam-is.
2. Филиппинцы-моро, говорящие на тагальском языке, произносят вместо звука [d] звук [r]. Например, тагальские слова bundok «гора», dagat «море», isda «рыба» превращаются у моро в bunrok, ragat, isra.
3. Во многих южных диалектах существует употребление глагольного префикса na- (выражающего страдательный залог в тагальском языке) вместо инфикса действительного залога -um-. Например, тагальский глагол kumain «есть, съедать» в тагалоязычных провинциях Кесон и Батангас будет употреблён как nakain. Вследствие этого, между филиппинцами часто возникают забавные недоразумения. Человек, живущий на юге Филиппин, спрашивает тагала, живущего в Маниле: Nakain ka bang pating?, имея в виду вопрос, ел ли тот когда-нибудь акулу, но манилец поймет это в совершенно противоположном значении, поскольку, согласно официальным правилам тагальской грамматики, это должно переводиться как «Ела ли тебя акула?».
4. Многие междометия, используемые в речи филиппинцами, являются так называемым «отличительным знаком» того или иного региона. Например, междометия ala, eh в основном употребляются людьми, выросшими в провинции Батангас.
5. Возможно, мариндукский диалект, который лингвист Роза Соберано предлагает разделить на западный и восточный, имеет большие расхождения со стандартным тагальским языком. К примеру, рассмотрим спряжение глаголов. Мариндукский диалект сохраняет императивные аффиксы, то же самое можно наблюдать в бисайском и бикольском языках, но в тагальских диалектах эта черта уже исчезла к началу XX века — императивные аффиксы слились с основой. Несколько примеров приведены ниже.

Офиц. тагальский: Susulat sina Maria at Fulgencia kay Juan.
Мариндук. тагальский: Masulat da Maria ay Fulgencia kay Juan.
Русский: «Мария и Фульхенсия напишут Хуану».
Офиц. тагальский: Mag-aaral siya sa Ateneo.
Мариндук. тагальский: Gaaral siya sa Ateneo.
Русский: «Он будет учиться в Атенео».
Офиц. тагальский: Magluto ka!
Мариндук. тагальский: Pagluto ka!
Русский: «Готовь (еду)!»
Офиц. тагальский: Kainin mo iyan!
Мариндук. тагальский: Kaina mo yaan!
Русский: «Ешь то!»
Офиц. тагальский: Tinatawag nga tayo ni Tatay.
Мариндук. тагальский: Inatawag ngani kita ni Tatay.
Русский: «Папа в самом деле зовёт нас».
Офиц. тагальский: Tutulungan ba kayo ni Hilarion?
Мариндук. тагальский: Atulungan ga kamo ni Hilarion?
Русский: «Хиларион поможет вам?»

## Смешанные формы речи
Сегодня филиппинцы часто смешивают языки. Сейчас на Филиппинах очень распространены англо-тагальские языковые гибриды, так называемый таглиш (Taglish = Tagalog + English) и энгалог (Engalog = English + Tagalog). Грамматика таглиша преимущественно тагальская, а энгалога — английская. Пример из лексики: слово, означающее домашнюю работу в тагальском языке звучит как araling-pambahay, или takdang aralin; в таглише же употребляется английское слово homework. Для таглиша характерно также переключение языковых кодов (code-switching). В частности, филиппинцы могут даже в середину тагальского предложения вставить английское слово, например: Nasira ang computer ko kahapon! «Мой компьютер вчера сломался!»; впрочем, такое явление в той или иной мере характерно практически для всех языков, например, для хинди (где есть даже вариант языка, называемый «хинглиш» наподобие таглиша), а в ряде случаев и для русского («как dandy лондонский одет»; «у меня сегодня spleen — прерываю письмо мое, чтоб тебе не передать моей тоски»; и т.п.).
Переключение языковых кодов распространено на Филиппинах повсеместно и во всех слоях общества. Явление переключения можно заметить даже в интервью политиков и президента Филиппин Глории Макапагал-Арройо. Это очень распространено на телевидении, радио; почти все виды рекламы написаны на таглише.
Некоторые филиппинцы, а также испанцы, живущие на Филиппинах, говорят на филиппинско-испанском креольском языке чабакано. Выделяют 3 диалекта чабакано: «кавитеньо», «тернатеньо» и уже вышедший из употребления «эрмитаньо». На этих диалектах в основном говорят на о. Минданао, а также в некоторых районах Манилы.

## История
Очень мало известно об истории языка, так как не осталось уцелевших письменных образцов тагальского языка до того, как в XVI веке на архипелаг пришли испанцы. Однако лингвисты предполагают, что первые носители тагальского языка были родом с северо-востока о. Минданао или востока Бисайских островов.
Первой книгой, опубликованной на тагальском языке, стало «Христианское учение» (Doctrina Cristiana) 1593 года. Она была написана на испанском языке, а также на тагальском языке в двух вариантах — латиницей и древним тагальским слоговым письмом «алибата» или «байбайин». За более чем 300 лет испанской колонизации Филиппин появились грамматики и словари, написанные испанскими священниками, такие как «Словарь тагальского языка» Педро де Сан Буэнавентуры («Vocabulario de Lengua Tagala», Pedro de San Buenaventura), Пила, Лагуна, 1613 г.; «Словарь тагальского языка» и «Искусство тагальского языка и учебник тагальского для отправления святых таинств», 1850 г. («Vocabulario de la lengua tagala» (1835) и «Arte de la lengua tagala y manual tagalog para la administracion de los Santos Sacramentos»).
Один из знаменитых поэтов, писавших на тагальском языке, — Франсиско «Балагтас» Бальтасар (1788—1862) — считается «тагальским Уильямом Шекспиром». Его самым знаменитым произведением является поэма «Флоранте и Лаура», опубликованная впервые в 1838 году.

### Официальный язык на Филиппинах
Государственный язык Филиппин, ныне называемый филипино, прошёл множество этапов, чтобы стать тем языком, каким он предстает перед нами сейчас.
В 1936 г был основан Институт национального языка, который занялся поиском единого официального языка страны. Работники Института начали исследование таких языков, как тагальский, илоканский, бикольский, варай-варай, пангасинанский, из них они стремились выбрать один, который и должен был лечь в основу национального языка страны. После семи месяцев работы выбор ученых пал на тагальский. Тагальский был на то время самым изученным из филиппинских языков, и к тому же существовало довольно большое количество литературных произведений именно на тагальском языке.
Так, 30 декабря 1939 года «язык, основанный на тагальском» и получивший название «пилипино» (впоследствии — «филипино»), был признан национальным языком Республики.
Впоследствии себуанцы под руководством Паулино Гулласа предложили рассмотреть себуанский язык как альтернативу тагальскому в роли государственного языка. Главной причиной протеста являлось то, что себуано превосходил тагальский по количеству говорящих на нём людей (с разницей примерно в 10 % от общего числа населения Филиппин).
Период после Второй мировой войны стал временем пропаганды тагальского языка, однако число противников тагальского возросло после того, как в 1950-х годах Херунсио Лакуэста, юрист и редактор журнала Katas, начал движение пуристов. В 1960 году он выступил против языка филипино, который, помимо филиппинских, включал в себя также испанские и английские термины. Он жаловался на то, что «алхимики» из Института национального языка сократили алфавит до 20 букв, и осуждал их за попытку пристроить в этот алфавит заимствованные слова. Лакуэста выступал за очищение национального языка, он также призывал называть язык «пилипино» вместо «филипино», так как в тагальском языке нет звука «ф», и принять грамматику и орфографию тагальского языка. Было придумано множество новых слов, включая известное salumpwit («сиденье», буквально — «ловить-по́пу»), также Лакуэста дал тагальские названия военным чинам, которые, кстати, используются до сих пор.
В Конституции Республики Филиппины 1987 году государственный язык страны был назван «филипино», официально понимаемый как язык, основанный на тагальском языке, с добавлениями из различных других местных языков.
В Конституции говорится, что язык филипино по мере своего развития должен обогащаться за счёт различных языков страны. Правительство, в свою очередь, должно выдвигать и полностью поддерживать использование языка филипино в составлении официальных документов, в его становлении языком СМИ и системы образования на Филиппинах. Статья 14, разделы 7 и 8: «Официальными языками на Филиппинах являются филипино и, до появления иного положения закона, английский язык»; «Конгресс должен основать комиссию по национальному языку, которая объединит представителей различных специальностей из всех регионов страны в работе по изучению филипино и других филиппинских языков для их развития, распространения и сохранения».

## Системы письма

### Латинский алфавит
С началом испанского колониального правления байбайин постепенно вытеснялся латинским алфавитом.
До второй половины 20 века тагальская письменность имела многочисленные вариации, основанные на правилах испанской орфографии. Когда тагальский становится национальным языком, филиппинский языковед, автор грамматик Лопе К. Сантос создал новый алфавит из 20 букв, называемый в школьных грамматиках-баларила «абакада» (по первым четырём буквам тагальского алфавита):
A a, B b, K k, D d, E e, G g, H h, I i, L l, M m, N n, Ng ng, O o, P p, R r, S s, T t, U u, W w, Y y.
Позже, государственным языком был объявлен так называемый «пилипино» (тот же тагальский, но с упорядоченной орфографией и грамматикой), и в 1976 году в алфавит были добавлены буквы Cc, Chch, Ff, Jj, Qq, Rr, Vv, Xx, Zz, чтобы было удобнее записывать испанские и английские заимствования.
Ныне тагальский язык в качестве государственного называется «филиппино» — по официальной версии, это особый язык, основой которого является тагальский с вкраплениями лексики из других языков. В 1987 году алфавит филиппино был сокращён до 27 букв:
Aa, Bb, Cc, Dd, Ee, Ff, Gg, Hh, Ii, Jj, Kk, Ll, Mm, Nn, Ññ, Ngng, Oo, Pp, Rr, Ss, Tt, Uu, Vv, Ww, Xx, Yy, Zz.

#### Диакритические знаки
В повседневном письме диакритические знаки не употребляются, будь то печатная продукция или частная корреспонденция. Обучение диакритике в школах проводится непоследовательно, и многие филиппинцы не умеют употреблять знаки ударения. Однако, обычно они используются в учебниках и словарях, предназначенных для иностранцев.
В тагальском языке три вида диакритических знаков:
- сильное ударение пахилис (pahilís):

используется для обозначения второстепенного или первостепенного ударения на один из слогов. При ударении на предпоследний слог знак обычно опускается: talagá, bahay;
- паива (обозначается знаком грависа):
только над последним слогом. Обозначает гортанную смычку на конце слова с ударением на предпоследний слог: malumì;
- циркумфлекс или pakupyâ:
только над последним слогом; обозначает ударный последний слог с гортанной смычкой: sampû.

#### Написание ng и mga
Показатель притяжательности ng и показатель множественности mga, несмотря на лаконичное написание, читаются как naŋ (нанг) и maŋa (манга́).

## Лингвистическая характеристика

### Фонетика и фонология
В тагальском языке 21 фонема: 16 согласных и 5 гласных. Язык обладает довольно простой слоговой системой. Каждый слог состоит по крайней мере из согласного и гласного звуков.

#### Гласные
До испанской колонизации в тагальском языке было три гласных звука: [a], [i], [u]. Позднее их число было увеличено из-за введения в лексику испанских слов. На слух слова воспринимаются как разные именно благодаря гласным звукам, меняющим ряд свойств:
- /a/ — гласный низкого подъема среднего ряда, нелабиализованный, близок к русскому ударному /a/ в словах «память», «весна»; в начале слова этот звук произносится с большим напряжением, чем в середине, или в конце;
- /ε/ — краткий гласный среднего подъема переднего ряда нелабиализованный, близкий к русскому ударному /э/, как в слове «кафе»;
- /i/ — краткий гласный верхнего подъема переднего ряда нелабиализованный; произносится как русский /и/ в словах «шаги», «поить», но более напряжённо;
- /o/ — долгий гласный среднего подъема заднего ряда лабиализованный, произносится более открыто, чем русский /o/ в словах «год», «голод»; этот звук встречается обычно в последнем слоге слова, но в испанских заимствованиях возможны и другие позиции: ito, optiko;
- /u/ — долгий гласный верхнего подъема заднего ряда лабиализованный, близкий к русскому /у/ в словах «ухо, «буря»; как правило, этот звук не встречается в последнем слоге слова.

Также выделяют четыре основных дифтонга: /aI/, /oI/, /aU/, /iU/ и /Ui/.

#### Согласные
Ниже представлен перечень тагальских согласных:
- /l/ — постдентальный боковой плавный согласный; произносится мягче русского /л/ в слове «лицо»;
- /k/ — задненебный глухой смычный согласный звук, сходен с русским /к/, но артикулируется ближе к гортани;
- /t/ — постдентальный (иногда близкий к межзубному) глухой смычный согласный, сходный с русским /т/;
- /m/ — губно-губной носовой согласный, сходный с русским /м/;
- /p/ — губно-губной смычный согласный, сходный с русским /п/;
- /b/ — губно-губной смычный согласный, близкий к русскому /б/; в конце слова и перед глухими согласными не оглушается: buti — «хороший;
- /s/ — постдентальный глухой фрикатив, близкий к русскому /с/; перед гласным /i / сильно палатализуется (смягчается): si (личный артикль);
- /y/ — среднеязычный фрикатив, в начале слога близкий к русскому /й/, в конце слога близок к /и/ и передает элемент дифтонга: yeso «мел», siya «он», она, оно»;
- /n/ — постдентальный носовой согласный, близкий к русскому /н/: anak «сын»;
- /q/ — гортанный смычный согласный, не имеющий соответствий ни в русском, ни в английском языках, несколько схож с немецким сильным приступом; встречается в конце слова после гласного, в положении между гласными и на стыке морфем; буквенного изображения не имеет, на наличие этого звука указывают знаки ударения (̀) и (ˆ); на наличие этого звука в середине слова указывает положение гласных или дефис, если после него следует гласная; подобный звук слышится в начале русского слова «это», когда оно начинает предложение;
- /w/ — губно-губной фрикатив, в начале слога близок к английскому /w/ в словах woman, wine, в русском языке соответствий не имеет; в конце слога становится близким к гласному /u/ и передает элемент дифтонга: watawat «флаг»;
- /d/ — постдентальный слабый звонкий смычный согласный, в конце слова и перед глухими согласными не оглушается (в интервокальной позиции нередко переходит в /r/: din «тоже, (но siya rin «он тоже) daw «говорят, silid «комната»;
- /r/ — дрожащий сонорный, артикулируемый чуть выше зубов, кончик языка вибрирует два-три раза; обычно встречается в интервокальной позиции, в начале и в конце слова встречается, как правило, в заимствованиях: Ruso «русский», pader «стена»;
- /g/ — задненебный звонкий смычный согласный, близкий к русскому /г/: gabi «ночь»;
- /h/ — глухой гортанный звук, при произнесении которого воздух проходит через сузившуюся щель между голосовыми связками. Близок к английскому /h/ в словах hiss, hint (но не русскому /х/). Встречается обычно в начале слога: hapon «время после полудня, liham «письмо»;
- /ŋ/ — задненебный носовой согласный, изображается на письме диграфом ng, близок к английскому /ŋ/ в словах king, singing; встречается в любой позиции. Во время произношения слов важно не заменить этот звук на /n/ или сочетание /ng/, так как это может быть воспринято как слово с другим значением, dating «приход».

#### Ударение
Ударный слог в тагальском языке произносится с большей силой, чем неударный, при этом увеличивается длительность ударного гласного. Обычно в тагальском слове один ударный слог: последний или предпоследний.
В заимствованных и производных словах ударение может падать и на другие слоги:
- mákina «машина».

Ударение также имеет смыслоразличительный характер:
- pala «лопата»;
palá «ладно».

#### Фонетические изменения
1. Гласный /о/ в потоке речи может звучать как /u/:
Ganoon ba? «Не так ли?» — произносится как /ganum ba/.
Это изменение не отражено в орфографии. При этом изменение в процессе словообразования (на стыке морфем) переход /о/ > /u/ отражено в написании:
upô «сидеть», но upuan «стул».
2. /d/ в интервокальной позиции может переходить в /r/:
din «тоже», но siya rin «он тоже».
3. Гласный /а/ в союзе at и в предикативной связке ay выпадают в потоке речи, если предшествующее слово оканчивается на гласный или на n (n в таком случае тоже выпадает) и ставится апостроф:
maganda at mabait = maganda’t mabait «красивый и добрый».
4. Гласный /i/ перед /y/ иногда выпадает, что может отразиться и в орфографии:
siya = sya «он».
5. Происходит стяжение двух гласных в один, или дифтонга в монофтонг:
Saan kayo? /san kayo/ «Вы куда?»;
Mayroon /meron/ «Имеется».

### Морфология
По своей типологии тагальский язык принадлежит к языкам агглютинативного типа с развитой аффиксацией. Преобладает префиксация, но помимо приставок используются также суффиксы и инфиксы. Как и в других австронезийских языках, корневая морфема способна самостоятельно функционировать в предложении как слово.

### Лексика
Словарь тагальского языка состоит в основном из слов австронезийского происхождения с заимствованиями из испанского и английского языков, а также с более ранними лексемами из китайского, малайзийского, санскрита, арабского, и, возможно, тамильского и персидского языков.
К примеру, слова mukha («лицо»), mahal («дорогой»), hari («царь»), bathala («бог»), asawa («супруг/супруга»), ganda («красивый») — заимствования из санскрита; слова pansit («лапша»), lumpia («блинчики»), petsay («капуста»), ate («старшая сестра»), susi («ключ»), kuya («старший брат») — заимствования из китайского языка; слова alak («вино»), bukas («завтра»), salamat («спасибо»), sulat («письмо»), alamat («сказка») — заимствования из арабского языка.
Интересно, что в современном английском языке, в свою очередь, можно встретить заимствования из филиппинского языка. Это такие слова-экзотизмы, как abaka («абака, манильская пенька»), adobo (адобо — одно из национальных блюд филиппинской кухни), jeepney (джипни — филиппинское маршрутное такси), pancit («лапша»), но большинство из этих слов употребляются сегодня как составная часть словаря т. н. «филиппинского английского языка» (Filipino English).
Приведем несколько примеров заимствований в тагальском языке, глубоко вошедших в его словарь:
| Тагальский                | Значение  | Язык-источник  | Исконное    |
| ------------------------- | --------- | -------------- | ----------- |
| tanghali [taŋghali]       | «день»    | малайский      | tengah hari |
| bagay [bagay]             | «вещь»    | тамильский (?) | /vakai/     |
| kanan [kanan]             | «правый»  | малайский      | kanan       |
| sarap [sarap]             | «вкусный» | малайский      | sedap       |
| kabayo [kabayo] ([кабаё]) | «лошадь»  | испанский      | caballo     |
| kotse [kot͡se]             | «машина»  | испанский      | coche       |

#### Словообразование
Большинство корневых слов тагальского языка состоит из двух слогов, например: tubig «вода», buti «добро». Односложных слов немного. К ним в основном относятся неударные служебные слова, выполняющие синтаксические функции: ang, nang, sa — артикли; at «и» — союз; ay — частица, обозначающая предикативную связь; ba — вопросительная частица. А также односложные слова-энклитики, примыкающие к первому ударному слову в предложении: na «уже», pa «ещё», din (rin) «также», daw (raw) «как говорят» и т. д.
Во многих случаях многосложные слова содержат компоненты, общие для нескольких слов и, очевидно, являвшиеся в прошлом аффиксами. Например, la: lamikmik — «спокойствие»; lamuymoy «мягкий, неяркий свет»; ag: lagaslas «журчание ручья, шелест листвы»; laguslos «звук падающих капель»; dalaga «девушка»; halaman «растение»; hi/hin/him: hinlalaki «большой палец руки»; himaymay «волокна»; himulmol «бахрома на обносившейся одежде».
Большое число двух-, трёх- и многосложных корней образовано путём редупликации (alaala «память»; paruparo «бабочка»).
В производных словах аффиксы легко отделимы от корня и друг от друга. Корни и аффиксы не претерпевают фонологических изменений при соединении друг с другом.
Префиксы могут образовывать цепочки путём последовательного прибавления одного префикса к другому: ikapagpalagay (i-ka-pag-pa-lagay) — «быть тем, что заставляет полагать, считать».
Суффиксы -in и -an, как правило, исключают друг друга при соединении с корнем: patayin «быть убитым, быть убиваемым»; tulungan «взаимная помощь»; однако в немногих случаях могут образовываться последовательности из этих двух суффиксов (-anan, -inan): silanganan (наряду с silangan) «восток»; inuminan «источник питьевой воды».
Инфиксы -um-, -in обычно следуют за начальной согласной корня или первого префикса, начинающегося на согласный. Если корень начинается с гласной, l, y или w; аффиксы um, in присоединяются к нему в качестве префиксов.
Существуют два способа словопроизводства в тагальском языке:
путём агглютинативного присоединения аффиксов;
путём фузионного изменения морфем.
Эти два способа могут выступать в словообразовании как в чистом виде, так и во взаимодействии друг с другом.
Важным средством словопроизводства в тагальском языке является также ударение, точнее, место ударения в слове и наличие или отсутствие второстепенного ударения.

## Образец текста
Пословицы и поговорки:
- Nasa Dyós ang awà, nasa tao ang gawâ. — «Надейся на Бога, да сам не плошай».
- Magbirò lamang sa lasíng, huwág lang sa bagong gisíng. — «Лучше уж шутить с пьяным, чем с тем, кто только что проснулся».
- Aanhín pa ang damó kung patáy na ang kabayo? (Зачем трава, когда лошадь уже сдохла?) — «Снявши голову, по волосам не плачут».
- Habang may buhay, may pag-asa. (Пока есть жизнь, есть надежда) — «Надежда умирает последней».
- Ang isdâ ay hinuhuli sa bibíg. Ang tao, sa salitâ. (Рыбу ловят за рот, а человека за слово). — «Слово не воробей, вылетит — не поймаешь».

## Тагальская Википедия
Существует раздел Википедии на тагальском языке («Тагальская Википедия»), первая правка в нём была сделана в 2004 году. По состоянию на 13:19 (UTC) 15 августа 2025 года раздел содержит 48 785 статей (общее число страниц — 247 158); в нём зарегистрировано 151 897 участников, 10 из них имеют статус администратора; 161 участник совершил какие-либо действия за последние 30 дней; общее число правок за время существования раздела составляет 2 166 764.